# Октябрьское водохранилище (Николаевская область)
Октя́брьское водохрани́лище (укр. Жовтневе водосховище) — бывшее водохранилище в Витовском районе Николаевской области. Было построено в 1957 году. До 2007 года использовалось для промышленного и бытового водоснабжения Николаева. В настоящее время водохранилище не эксплуатируется. Предпринимаются меры для возобновления работы.

## Основные характеристики
- Полный объем — 31 млн м³;
- Полезный объем — 29,9 млн м³;
- Длина — 4,2 км;
- Средняя ширина — 1 км ;
- Максимальна ширина — 1,9 км;
- Площадь — 4,25 км²;
- Средняя глубина — 7,3 м;
- Максимальная глубина — 20 м;
- Длина береговой линии — более 11 км;
- Площадь водосборного бассейна — 26,4 км²;
- Минерализация воды средняя — 450—750 мг/л;
- Минерализация воды максимальная — 1400 мг/л;
- Температура зимой — от +4 до + 7 °C;
- Температура летом — от +22 до +25 °C.